# Charles Manners-Sutton
Charles Manners-Sutton (17 februari 1755 - Lambeth, Surrey, 21 juli 1828) was van 1805 tot zijn dood in 1828 aartsbisschop van Canterbury.

## Biografie
Hij was de vierde zoon van Lord George Manners-Sutton (1723-1783) en diens echtgenote Diana Chaplin. Hij was de kleinzoon van John Manners, 3e hertog van Rutland (1696-1779). Charles Manners-Sutton studeerde aan Emmanuel College, Cambridge waar hij in 1777 zijn bachelor of Arts en in 1783 zijn master of arts behaalde. In 1792 verkreeg hij de titel Doctor of Divinity (D.D.) In 1791 werd hij deken van Kathedraal van Peterborough en in 1794 werd hij tot bisschop van Norwich gewijd. In 1794 werd hij eveneens deken van St George's Chapel, Windsor Castle. Hij was in die functie huisgeestelijke van de koninklijke familie en werd een vertrouweling van koning George III. 
Op 21 februari 1805 volgde hij de overleden John Moore op als aartsbisschop van Canterbury. Tijdens zijn episcopaat werd Addington Palace aangekocht als buitenverblijf voor de aartsbisschoppen. In 1819 bediende hij de doop van de toekomstig koningin Victoria. Hij was een tegenstander van de emancipatie van Rooms-katholieken in het Verenigd Koninkrijk, maar over het algemeen kwam hij de dissenters wel tegemoet.

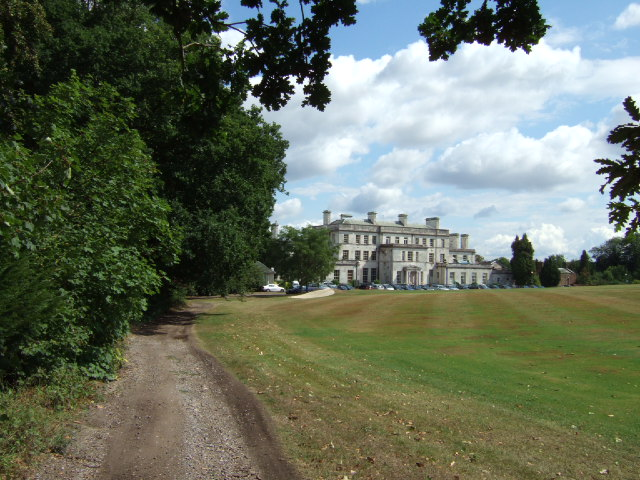
Aartsbisschop Manners-Sutton kocht Addington Palace aan als buitenverblijf voor de aartsbisschoppen.

Na zijn overlijden werd hij bijgezet in een pas gedolven familiegraf in de Church of St Mary the Blessed Virgin in Addington.

## Huwelijk en kinderen
Uit zijn huwelijk in 1778 met Mary Thoroton of Screveton werden twee zonen en tien dochters geboren. Zijn oudste zoon, Charles Manners-Sutton, 1e burggraaf van Canterbury (1780-1845) was van 1817 tot 1835 Speaker van het Britse Lagerhuis.